# Uroleucon nigrocampanulae
Uroleucon nigrocampanulae är en insektsart som först beskrevs av Theobald 1928.  Uroleucon nigrocampanulae ingår i släktet Uroleucon och familjen långrörsbladlöss. Arten är reproducerande i Sverige. Inga underarter finns listade i Catalogue of Life.